# B' Katīgoria 1999-2000
L'edizione 1999-2000 della B' Katīgoria vide la vittoria finale del Digenis Morphou.

## Formula
Le 14 squadre partecipanti hanno disputato il campionato incontrandosi in due gironi di andata e ritorno, per un totale di 26 giornate. Erano previste tre retrocessioni e tre promozioni: la gestione delle retrocessioni fu modificata a seguito della fusione dell'Evagoras Paphos con l'APOP Paphos.

## Classifica finale
|  |    | Classifica finale              | G  | V  | N | P  | GF | GS | Dif | Pt |
|  | -- | ------------------------------ | -- | -- | - | -- | -- | -- | --- | -- |
|  | 1  | Digenīs Morphou                | 26 | 20 | 2 | 4  | 77 | 20 | +57 | 62 |
|  | 2  | Arīs Limassol                  | 26 | 19 | 3 | 4  | 71 | 31 | +40 | 60 |
|  | 3  | Doxa Katōkopias                | 26 | 17 | 6 | 3  | 63 | 24 | +39 | 57 |
|  | 4  | APEP Pitsilia                  | 26 | 14 | 4 | 8  | 51 | 36 | +15 | 46 |
|  | 5  | Chalkanoras Idaliou            | 26 | 12 | 4 | 10 | 38 | 41 | -3  | 40 |
|  | 6  | Evagoras Paphou                | 26 | 10 | 6 | 10 | 35 | 38 | -3  | 36 |
|  | 7  | Omonia Aradippou               | 26 | 9  | 6 | 11 | 42 | 43 | -1  | 33 |
|  | 8  | Ermīs Aradippou                | 26 | 9  | 5 | 12 | 47 | 39 | +8  | 32 |
|  | 9  | AEK Achilleas Ayiou Theraponta | 26 | 8  | 8 | 10 | 43 | 52 | -9  | 32 |
|  | 10 | Onīsilos Sōtīra                | 26 | 8  | 7 | 11 | 39 | 45 | -6  | 31 |
|  | 11 | AEZ Zakakiou                   | 26 | 7  | 6 | 13 | 36 | 46 | -10 | 27 |
|  | 12 | PAEEK Kerynias                 | 26 | 6  | 4 | 16 | 23 | 60 | -37 | 22 |
|  | 13 | Anagennisi Germasoyias         | 26 | 5  | 5 | 16 | 23 | 64 | -41 | 20 |
|  | 14 | Īraklīs Gerolakkou             | 26 | 3  | 4 | 19 | 26 | 75 | -49 | 13 |

G = Partite giocate; V = Vittorie; N = Nulle/Pareggi; P = Perse; GF = Goal fatti; GS = Goal subiti; DIF = Differenza reti;

### Play-off
A causa della fusione dell'Evagoras Paphos con l'APOP Paphos, che diedero vita all'AEP Paphos, si liberò un posto per la Seconda Divisione: pertanto fu deciso di disputare un mini torneo di play-off tra le ultime tre classificate della Seconda Divisione e la quarta della Terza Divisione (nella fattispecie l'ASIL Lysi). La prima avrebbe conquistato la permanenza / promozione in Seconda Divisione.
|  |   | Classifica finale      | G | V | N | P | GF | GS | Dif | Pt |
|  | - | ---------------------- | - | - | - | - | -- | -- | --- | -- |
|  | 1 | Anagennisi Germasoyias | 6 | 4 | 2 | 0 | 16 | 4  | +12 | 14 |
|  | 2 | ASIL Lysī              | 6 | 3 | 2 | 1 | 13 | 7  | +6  | 11 |
|  | 3 | PAEEK Kerynias         | 6 | 1 | 2 | 3 | 9  | 19 | -10 | 5  |
|  | 4 | Īraklīs Gerolakkou     | 6 | 0 | 2 | 4 | 3  | 11 | -8  | 2  |

G = Partite giocate; V = Vittorie; N = Nulle/Pareggi; P = Perse; GF = Goal fatti; GS = Goal subiti; DIF = Differenza reti;

### Verdetti
- Digenis Morphou, Aris Limassol e Doxa Katokopias promossi in Divisione A.
- PAEEK Kerynias, e Iraklis Yerolakkou retrocesse in Terza Divisione.